# Paraskeví Tsiamíta
Paraskeví Tsiamíta (grekiska: Παρασκενή Τσιαμίτα), född den 10 mars 1972, är en grekisk före detta friidrottare som tävlade i längdhopp och tresteg. 
Tsiamítas bästa resultat är i tresteg och under säsongen 1998 förbättrade hon sitt personliga rekord med nästan en meter till 14,23 och hon slutade nia på EM 1998. Vid VM 1999 lyckades Tsiamita hoppa nytt personligt rekord med 15,07 vilket gav henne segern.
2004 valde Tsiamita att avsluta sin karriär efter att i flera år brottats med skador.